# Muse Girls
Muse Girls（中文：缪斯女孩），前名为：MFL48（于2016年更名为Muse Girls）,是马来西亚女子演唱团体，所属经纪公司为OnMuse娱乐(之前为STARLIVE星频道)，于2015年成立，7位成员分别是团长Lucca琉佳、Yoshiko琪琪、Merrie饼饼、Avely雨洁、Joann喵、Victoria薇薇和Miki咏瑄。歌曲代表作有《青春游》、《先下手为强》、《勇气》、《打勾勾》、《Lucky Day》、《Mr旺》等。
2017年9月，推出首张迷你专辑《Muse Girls 1.0》。2017年12月17日，在《Neway K歌榜2017》颁奖典礼上，她们以《先下手为强》赢得了“Neway 10大热门MV奖”，这也是Muse Girls成立以来首度得奖。
香港演唱组合草蜢于2018年2月为Muse Girls提供建议，取中文名为“缪斯女孩”。
2018年6月开始，Muse Girls不再有任何活动，其Facebook专页和Instagram账户也无故消失，其中六名成员也将其Instagram账户姓名的Muse Girls标注删除。
2018年6月26日，OnMuse前员工在其视频中表示Muse Girls已解散；2018年8月11日，其五名成员通过Miki咏瑄的视频证实Muse Girls已解散。

## 成员
| 艺名         | 本名   | 本名                 | 出生日期       | 备注   |
| ------------ | ------ | -------------------- | -------------- | ------ |
| Lucca琉佳    | 琉佳   | Lucca Low            | 1991年9月26日  | 团长   |
| Yoshiko琪琪  | 黄湄梓 | Yoshiko Wong Mei Chi | 1997年7月7日   | 不適用 |
| Avely雨洁    | 夏雨洁 | Avely Chia           | 1995年12月24日 | 不適用 |
| Joann喵      | 陈沚琳 | Joann Tan            | 1997年10月18日 | 不適用 |
| Victoria薇薇 | 陈子薇 | Tan Tzy Wey          | 1990年5月15日  | 不適用 |
| Miki咏瑄     | 张咏瑄 | Tew Wen Xuan         | 2001年3月17日  | 不適用 |
| Merrie饼饼   | 张咏瑜 | Merrie Tew           | 1994年12月22日 | 不適用 |